# Elie Wiesel
Elie Wiesel   (Sighetu Marmației, 30 de setembre de 1928 - Nova York, 2 de juliol de 2016) va ser un escriptor estatunidenc d'origen romanès, guardonat amb el Premi Nobel de la Pau l'any 1986.
Supervivent dels camps de concentració nazis, va dedicar tota la seva vida a escriure i parlar sobre els horrors de l'Holocaust amb la intenció d'evitar que es repeteixi de nou una barbàrie similar.

## Orígens
Va néixer el 30 de setembre de 1928 a la població de Sighetu Marmaţiei, a setze anys va ser capturat pels alemanys nazis al costat de la totalitat dels jueus del seu poble natal. En aquell moment fou deportat en diversos camps de concentració, com Auschwitz i Buchenwald, on va veure morir la totalitat dels seus familiars.

Al seu alliberament estudià a la Universitat de la Sorbona de París i va treballar en diaris d'Israel, França i Estats Units, on es va establir el 1956 i d'on adquirí la nacionalitat.

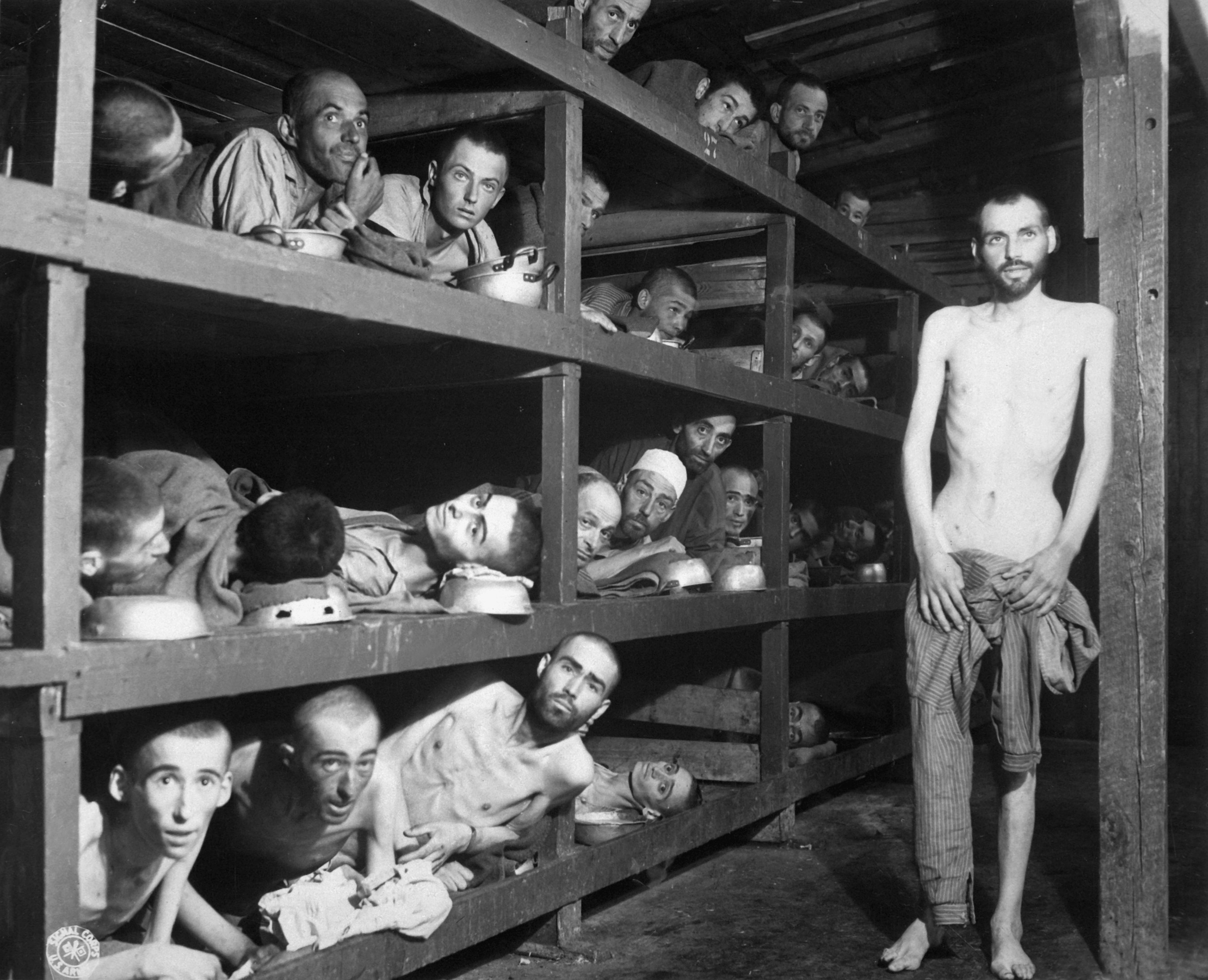
Camp de concentració nazi de Buchenwald el 1945. Wiesel és a la segona fila, el setè per l'esquerra

## Premi Nobel de la Pau
Autor de tres novel·les, entre d'altres, sobre les seves vivències durant els anys de repressió i captiveri, el 1986 li fou concedit el Premi Nobel de la Pau pels relats de la seva experiència personal, de la humiliació total i del menyspreu complet per a la humanitat demostrada en els camps de concentració i el seu treball pràctic en la causa de la pau.

## Posicionament polític
Arran de les seves experiències amb l'Holocaust nazi, Wiesel es mostrà sempre favorable a les víctimes arreu del món i a fer costat als oprimits per qualsevol mena de força repressiva i abusiva. Creia fermament en el posicionament davant les injustícies i era desfavorable a la neutralitat. Tal com va dir: «vaig jurar no restar mai en silenci quan i on els éssers humans pateixin i siguin humiliats. Hem de prendre partit. La neutralitat ajuda l’opressor, mai la víctima. El silenci encoratja el botxí, mai el turmentat».

Malgrat el seu discurs pacifista i antiimperialista, Wiesel s'ha abstingut de parlar sobre l'ocupació de Palestina per part d'Israel. En paraules del seu fill, va ser un «apassionat sionista», que va promoure el blanquejament dels atacs contra Palestina presentant-lo com un conflicte entre iguals.

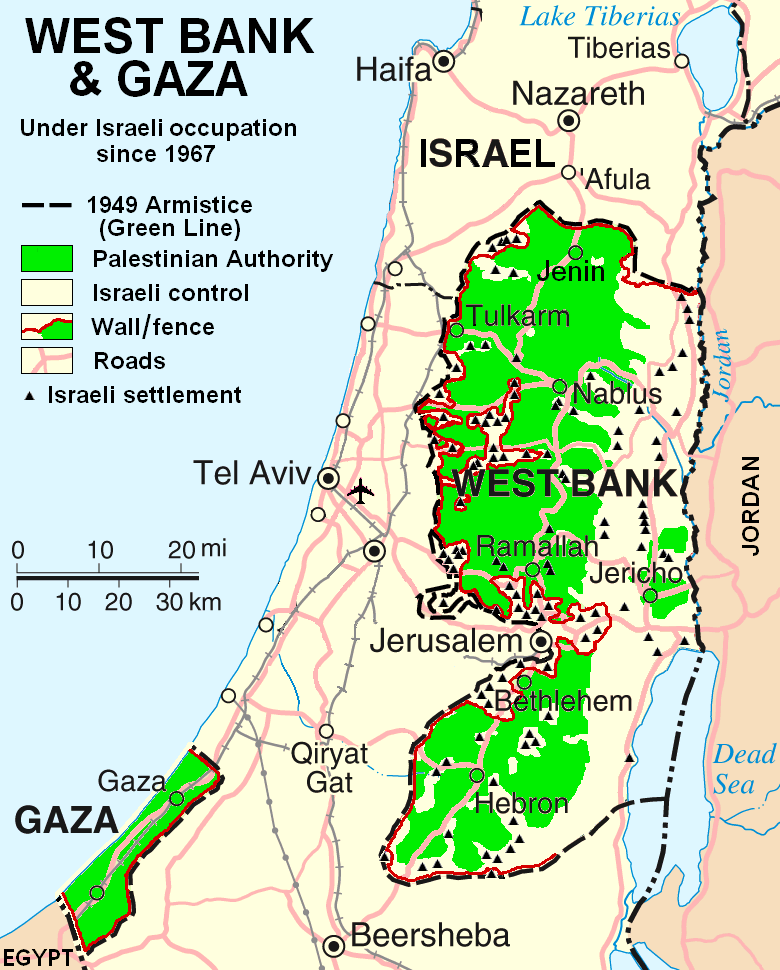
Mapa de l'ocupació de Palestina per part d'Israel fins al 2007.